# Lagynogaster inscriptus
Lagynogaster inscriptus är en tvåvingeart som beskrevs av Hermann 1917. Lagynogaster inscriptus ingår i släktet Lagynogaster och familjen rovflugor. Inga underarter finns listade i Catalogue of Life.